# ラモン・シルバ (画家)
ラモン・シルバ（Ramón Silva、1890年8月8日 - 1919年6月17日）は、アルゼンチンの画家である。パリで学び、ポスト印象派などの新しいスタイルの作品を描いた。28歳で病没した。

## 略歴
ブエノスアイレスで生まれた。独学で絵を描くようになり、1908年からマルティン・マルハロ(Martín Malharro: 1865–1911)の工房で学んだ。同僚にはワルテル・デ・ナバジオ(Walter De Navazio: 1887-1921)やルイス・ファルキーニ(Luis Falcini: 1889-1973)といった芸術家がいた。1911年にアルゼンチン政府から奨学金を得てヨーロッパに留学した。スペイン、オランダ、ベルギーを旅し、パリに4年間滞在した。印象派の画家アルフレッド・シスレー(1839-1899)の作品から影響を受け、ポスト印象派の画家の作品からも影響を受けたとされる。
アルゼンチンに帰国し1915年に国立美術委員会(Comisión Nacional de Bellas Artes)の展覧会などに出展を試みるが、保守的なアルゼンチンの美術界ではシルバの作品は受け入れられず、1916年に展覧会に落選した。フェルナンド・ファデル(Fernando Fader: 1882–1935) やセサレオ・ベルナルド・デ・キロス(Cesáreo Bernaldo de Quirós: 1879-1968)といったヨーロッパで学び、新しいスタイルの作品を描いていた若手芸術家のグループに加入し活動したが、アルゼンチンの批評家の多くからは彼らはまだ評価されていなかった。
1918年に肺炎で亡くなった。

## 作品

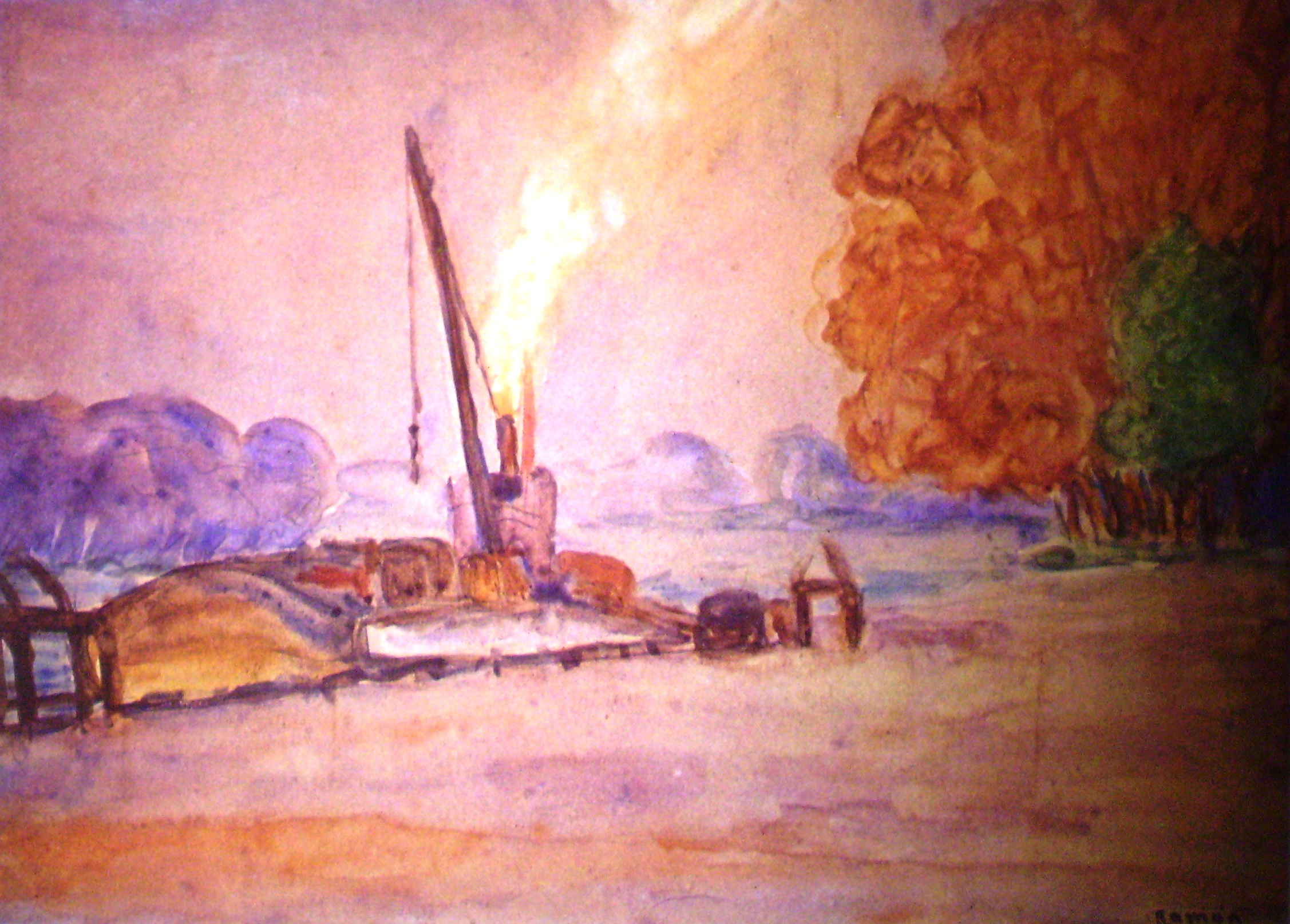
セナの風景 (水彩画)　(1918) アルゼンチン国立美術館
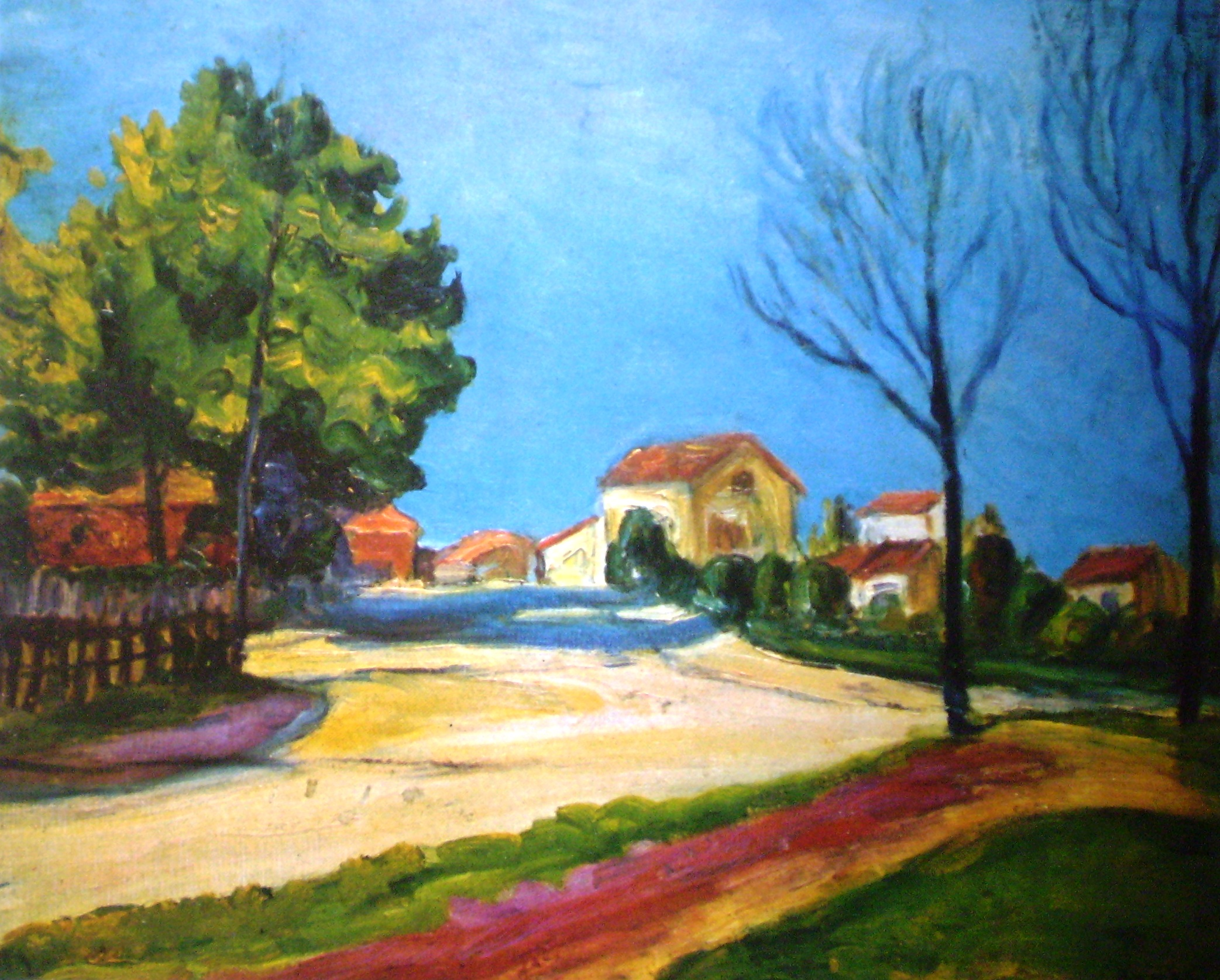
パリ周辺 (油彩画) アルゼンチン国立美術館
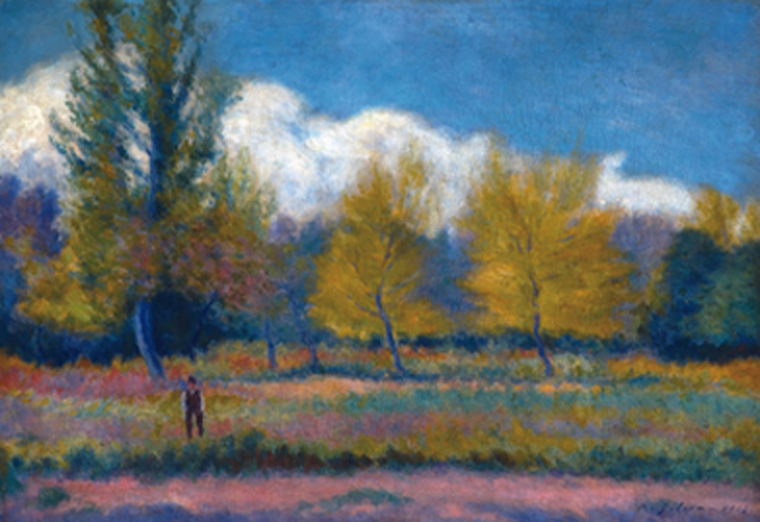
パレルモ (油彩画)(1918) アルゼンチンのロザリオの美術館
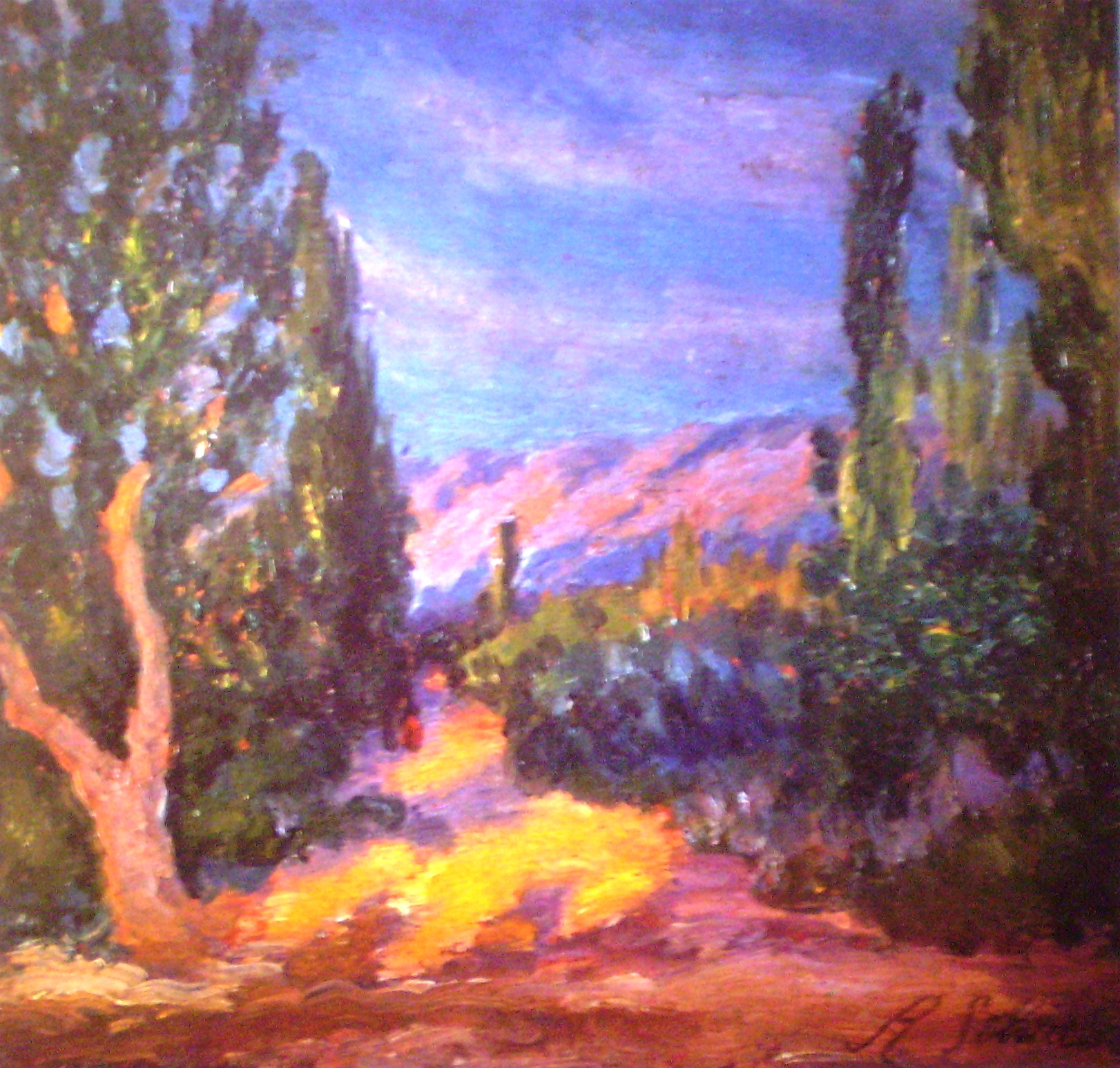
コルドバの風景